# Ophiogymna
Ophiogymna is een geslacht van slangsterren uit de familie Ophiotrichidae.

## Soorten
- Ophiogymna capensis (Lütken, 1869)
- Ophiogymna clarescens (Koehler, 1904)
- Ophiogymna elegans Ljungman, 1866
- Ophiogymna fulgens (Koehler, 1905)
- Ophiogymna funesta Koehler, 1922
- Ophiogymna lineata H.L. Clark, 1938
- Ophiogymna pellicula (Duncan, 1887)
- Ophiogymna pulchella (Koehler, 1905)